# Максим (Абашидзе)
Максим II (Абашидзе) (дата рождения неизвестна — 30 мая 1795, Киев) — грузинский религиозный деятель, епископ  Кутаисский в 1759—1781 годах, Абхазский католикос в 1776—1795 годах.
О деятельности католикоса Максима II сохранилось не так много информации. Известно, что он был выходцем из княжеского рода Абашидзе. Его епархии располагались на территориях, на которых решающую политическую роль играло Имеретинское царство, однако фактическая степень его контроля менялась от региона к региону. Максим II энергично боролся против османской работорговли, способствовал выкупу из турецкой неволи грузинских пленников. Также он добился заметных успехов в предотвращении захвата церковных земель полунезависимыми светскими феодалами, в частности, князьями Гуриели.
С 1768 по 1769 год Максим II был послом имеретинского царя Соломона I при русском дворе. Однако, позже отношения между ними испортились. В 1781 году, из-за разногласий с царём Соломоном I, Максим II переехал в восточно-грузинское царство Кахетия, откуда вернулся в 1784 году, после смерти Соломона I. Следующий царь, Давид II, в том же году снова назначил его послом в Россию вместе с князем Зурабом Церетели и Давидом Квинихадзе. Посольство продлилось до 1786 года, но в дальнейшем Максим II, в отличие от князя Церетели, в Имеретию не вернулся, а вместо этого предпочёл остаться в Астрахани. Из Астрахани он совершил паломничество в Киев, в Киево-Печерскую лавру, и во время этого паломничества умер. Был похоронен в Киево-Печерской лавре.
Максим II был последним Абхазским католикосом, его сменил местоблюститель, Досифей (Церетели), который в 1820 году за поддержку Имеретинского восстания был арестован и скончался на пути в Россию (в 2005 году Досифей (Церетели) был прославлен Грузинской православной церковью в лике святых). Современное епархиальное деление Грузинской православной церкви не включает в себя Абхазского католикосата, а единственным носителем титула католикос в ней является католикос-патриарх всей Грузии.